# Klenová (Nová Bystřice)
Klenová (německy Leinbaum) je malá vesnice, část města Nová Bystřice v okrese Jindřichův Hradec v Jihočeském kraji. Nachází se asi 6,5 kilometru severovýchodně od Nové Bystřice. Prochází zde silnice II/151. Klenová leží v katastrálním území Klenová u Hůrek o rozloze 9,5 km².

## Historie
První písemná zmínka o vesnici pochází z roku 1550.

## Přírodní poměry
Západně od vesnice leží přírodní památka Rašeliniště Klenová.

## Obyvatelstvo
| Rok            | 1869 | 1880 | 1890 | 1900 | 1910 | 1921 | 1930 | 1950 | 1961 | 1970 | 1980 | 1991 | 2001 | 2011 | 2021 |
| -------------- | ---- | ---- | ---- | ---- | ---- | ---- | ---- | ---- | ---- | ---- | ---- | ---- | ---- | ---- | ---- |
| Počet obyvatel | 350  | 339  | 333  | 297  | 265  | 248  | 239  | 128  | 100  | 74   | 63   | 30   | 39   | 25   | 27   |
| Počet domů     | 51   | 53   | 53   | 52   | 52   | 52   | 51   | 29   | 26   | 18   | 16   | 24   | 27   | 30   | 29   |

## Obecní správa
Při sčítání lidu v letech 1850–1960 Klenová byla samostatnou obcí v okrese Jindřichův Hradec. V letech 1961–1985 byla částí obce Hůrky v okrese Jindřichův Hradec. Od 1. července 1985 je částí města Nová Bystřice v okrese Jindřichův Hradec. V letech 1850–1879 k obci patřil Kaproun.